# FC Alpendorada
El FC Alpendorada es un equipo de Fútbol de Portugal que juega en el Campeonato de Portugal, la cuarta división nacional.

## Historia
Fue fundado el 22 de mayo de 1960 en la ciudad de Marco de Canaveses del distrito de Oporto y su uniforme, escudo y colores son similares a los del FC Porto, aunque no tiene vínculo alguno.
Participó en cinco temporadas en la desaparecida Tercera División de Portugal, la última de ellas en la temporada 2011/12 y cuenta con algunas apariciones en la Copa de Portugal.

## Palmarés
- Primera División de Oporto: 2

2021/22, 2023/24